# Великий Омеляник
Великий Омеляник (укр. Великий Омеляник) — село в Луцкой городской общине Луцкого района Волынской области Украины.
Код КОАТУУ — 0722881803. Население по переписи 2023 года составляет 2029 человека. Почтовый индекс — 45624. Телефонный код — 332. Занимает площадь 2,91 км².